# Villasur de Herreros
Villasur de Herreros község Spanyolországban, Burgos tartományban. Villasur de Herreros Ibeas de Juarros, San Adrián de Juarros, Arlanzón, Rábanos, Villafranca Montes de Oca, Valmala, Santa Cruz del Valle Urbión és Pineda de la Sierra községekkel határos. Lakosainak száma 273 fő (2024).

## Népesség
A település népessége az utóbbi években az alábbiak szerint változott:
| Lakosok száma | 326  | 318  | 312  | 290  | 283  | 272  | 288  | 268  | 258  | 273  |
|               | 2001 | 2004 | 2006 | 2009 | 2011 | 2014 | 2016 | 2019 | 2021 | 2024 |